# リシ・スナク
- リシ・スーナク

リシ・スナク（英語: Rishi Sunak ['rɪʃi ˈsuːnæk]、ヒンディー語: ऋषि सुनक、1980年5月12日 - ）は、イギリスの政治家。同国第79代首相（在任: 2022年10月25日 - 2024年7月5日）、保守党党首、庶民院議員（リッチモンド・アンド・ノーサラートン選挙区選出）。イギリス初の非白人及びインド系首相である。
オックスフォード大学卒業後、ゴールドマン・サックス勤務を経て、スタンフォード大学経営大学院でMBAを取得。ザ・チルドレンズ・インベストメント・ファンド元ファウンダー。ヘッジファンドテリーム・パートナーズ共同創業者。カタマラン・ベンチャーズ元取締役。義理の父は、インドの大手IT企業であるインフォシスの創業者ナラヤナ・ムルティである。

## 概説
両親はともにインド系で、東アフリカからイギリスに移住している。サウサンプトン出身で、ウィンチェスター・カレッジ、オックスフォード大学のリンカーン・カレッジで学び、スタンフォード大学でMBAを取得した。スタンフォード大学在学中には、後に妻となるアクシャタ・ムルティ（インフォシスを創業したインドの大実業家、ナラヤナ・ムルティの娘）と出会った。オックスフォード大学卒業後はゴールドマン・サックスに就職し、ヘッジファンドのザ・チルドレンズ・インベストメント・ファンドとテレメパートナーズでパートナーとして活躍した。
スナクは2015年の総選挙で、ウィリアム・ヘイグの後任としてノースヨークシャー州リッチモンドの下院議員に選出された。2016年のEU脱退を問う国民投票ではブレグジットを支持した。メイのEU離脱協定に3回賛成票を投じた。メイが辞任後の保守党党首選では、ボリス・ジョンソンの選挙運動を支援した。ジョンソンが当選して首相に就任すると、スナクを第1次ジョンソン内閣の財務省首席秘書官に任命した。2020年2月の内閣改造で辞任したサジド・ジャヴィドの後任として、スナクが財務大臣に就任。2022年7月5日には不祥事が相次ぐジョンソン政権への抗議のため、財務大臣を辞任した。
2022年7月8日、ジョンソンの後任を決める保守党党首選挙に立候補。7月20日、スナクは保守党議員の中で1位の票を獲得したが、党員票による決選投票で42.6%の得票率となりリズ・トラスに敗れた。しかし、経済失政によりトラスが1か月半で首相を辞任したため、再度、党首選挙が行われることとなり、スナクが唯一の立候補者となったため10月24日に無投票で当選。10月25日にチャールズ3世国王の任命を受けて、イギリスでは20世紀以降、就任時年齢が42歳5か月で最も若年でかつ、同国史上で初の非白人・アジア系、ヒンドゥー教徒の首相に就任した。また、同年9月8日に即位したチャールズ3世が任命した最初の首相である。

## 来歴

### 生い立ち
スナクは1980年5月12日にハンプシャーのサウサンプトンで、ケニア生まれの総合診療医の父と、タンザニア生まれの薬剤師の母の長男として生まれた。祖父はインドのパンジャーブ出身で、1960年代に東アフリカからイギリスへ家族とともに移住している。
ウィンチェスター・カレッジを経て、オックスフォード大学リンカーン・カレッジで哲学、政治学、経済学（PPE）を学び、フルブライト奨学金を得てカリフォルニアのスタンフォード大学経営大学院でMBAを取得。卒業後は、ゴールドマン・サックスやヘッジファンドのザ・チルドレンズ・インベストメント・ファンドなどで勤務した。

### 政治家として
2015年イギリス総選挙に、引退するウィリアム・ヘイグの後継としてリッチモンド選挙区から立候補し、庶民院議員に初当選。
2017年イギリス総選挙では63.9%の得票率で再選。2018年には、内閣改造によりテリーザ・メイ首相の第2次政権で地方政府担当国務次官に任命された。2019年イギリス総選挙では63.6%の得票率で3選。選挙期間中には、BBCとITVがそれぞれ開いた7党が参加する討論会に保守党の代表者として出席した。

#### 財務大臣

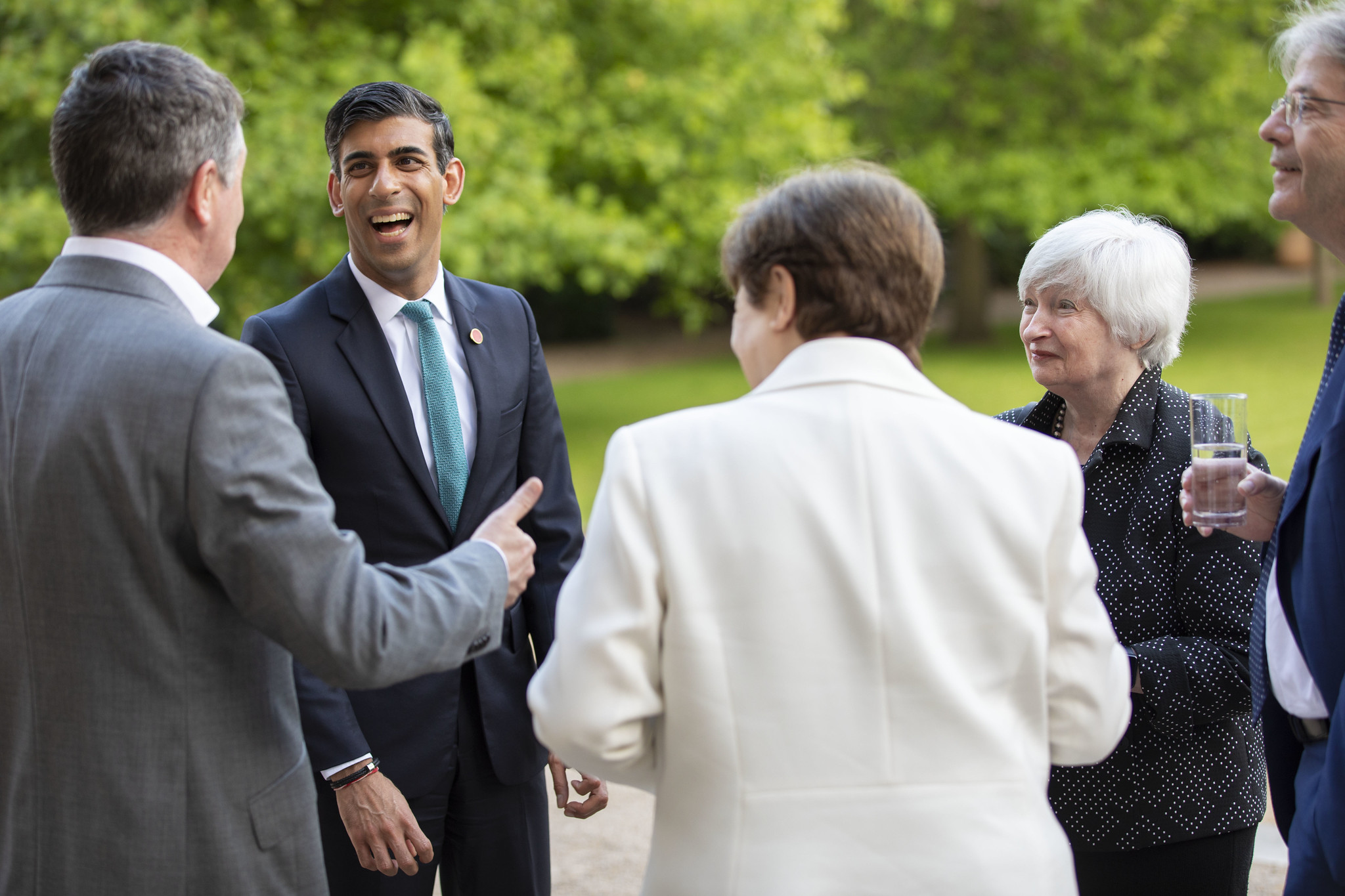
米国財務長官ジャネット・イエレン、イタリア元首相パオロ・ジェンティローニらと（2021年6月5日）

2020年2月13日、ジョンソン首相に側近の交代を求められたサジド・ジャヴィド財務相が、この要求を拒否し辞任を発表した。これを受けてスナクは、後任の財務相に任命された。
スナクは財務大臣として、新型コロナウイルス感染拡大下での雇用維持やEat Out to Help Outスキームなど、COVID-19の大流行とその経済的影響に対する政府の財政的対応に深く関与した。2022年4月、新型コロナウイルス対策のロックダウン期間中に規制違反のパーティーを開いたとして、ジョンソン首相と共に警察から罰金を命じられている。
2022年7月5日、ジョンソン首相との経済政策の相違を辞表の理由に財務大臣を辞任した。スナク財務相の辞任は、サジド・ジャヴィド保健相の辞任も相まってジョンソン首相の辞任を招いた。

#### 2度の保守党党首選挙出馬

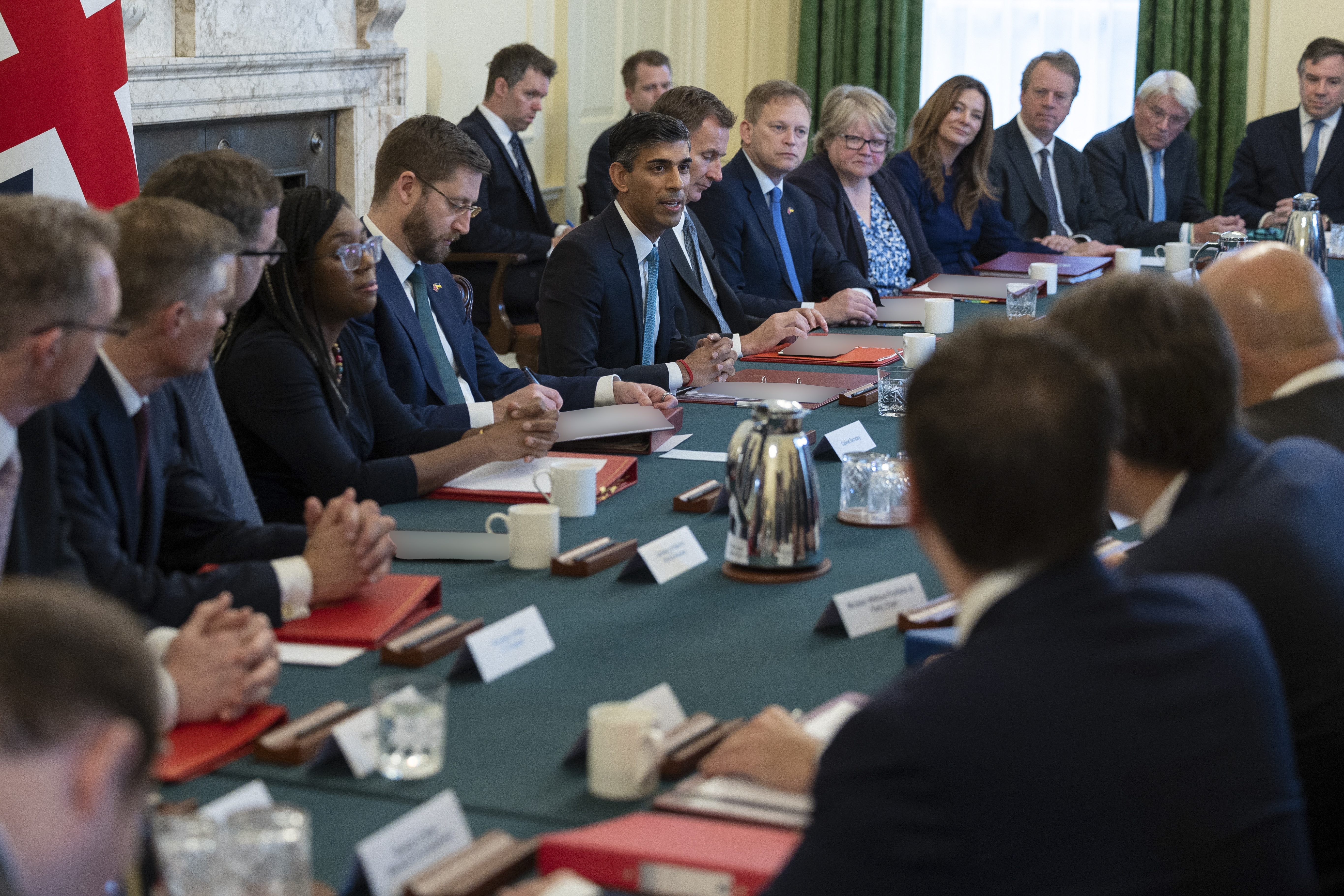
スナク内閣の閣議（2022年10月26日）

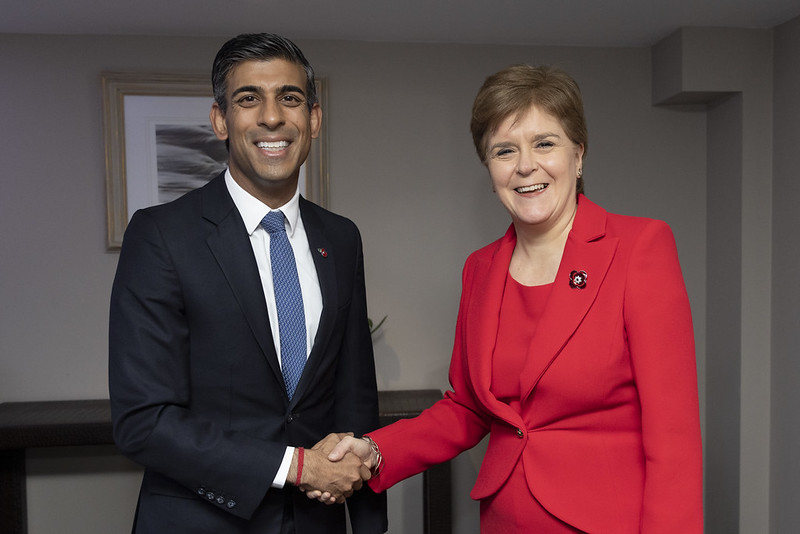
スコットランド首相のニコラ・スタージョンと（2022年11月10日）

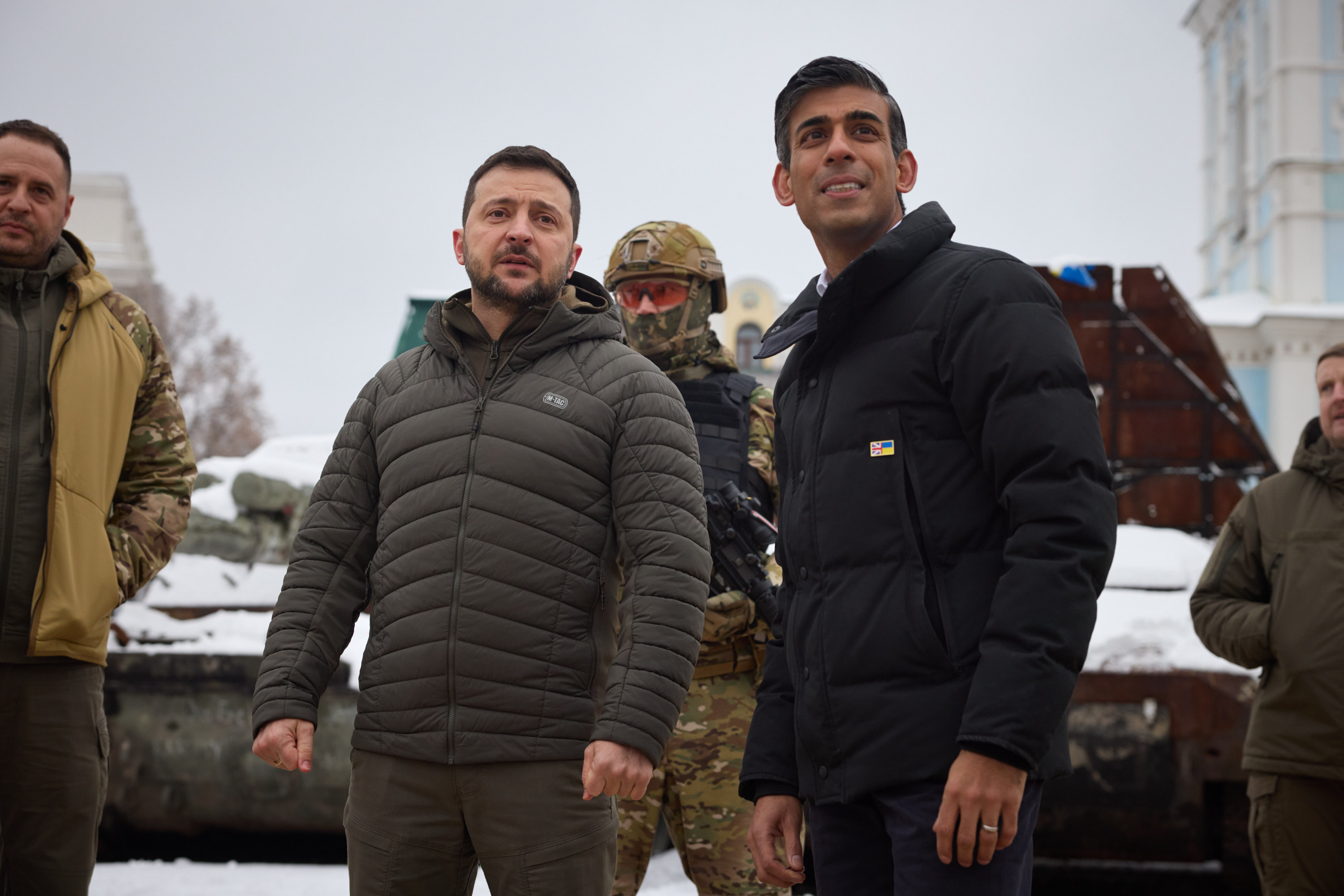
キーウ初訪問にてウクライナのウォロディミル・ゼレンスキー大統領と（2022年11月19日）

ジョンソンが辞意を表明した直後の翌7月8日に、党首選挙へ立候補することを表明した。庶民院議員による予備選挙の5回の投票では全て1位となり、リズ・トラス外相との党員全員による決選投票に進んだ。9月5日に結果が発表され、スナクは6万399票にとどまり、8万1326票を獲得したトラスに敗れ落選した。
2022年10月23日、トラスの辞任表明を受け行われる保守党党首選挙へ再立候補することを表明した。10月24日午後1時半時点で、スナクは保守党議員357人のうち193人の支持を得ていた。有力候補とも見做されていたジョンソン前首相、ペニー・モーダント庶民院院内総務が立候補受付の10月24日までに相次いで出馬を断念したため、同日午後2時に1922年委員会のグレアム・ブレイディー委員長がスナクの無投票当選を宣言した。
スナクは午後4時過ぎから、保守党本部で新党首として初めて演説をした。開口一番トラス首相に感謝し、「多大な変化と、国の内外がきわめて難しい状況」の中、「威厳ある」指導力を示したとたたえた。続けて、同僚議員たちの支持を得て党首に選ばれたことについて「身が引き締まる思いで、名誉に思っている」とした上で、「愛する党に仕え、多大な恩義のある国に恩返しができるのは、人生で最高の栄誉だ」と話した。イギリスは「偉大な国」だが、「まぎれもなく経済的に甚大な課題に直面している」と指摘し、「私たちはいま安定と団結が必要だ」、「この党とこの国をひとつにまとめることを、自分の最優先課題にする。課題を乗り越え、子供や孫たちのためにより良い、豊かな将来を築くには、それしか方法がないからだ」と述べた。最後に「誠実に、そして謙虚に、皆さんに仕えると誓います」「イギリスの人たちのため結果を出すよう、昼夜を問わず働きます」と約束し、演説を締めくくった。

#### 初の非白人・アジア系、ヒンドゥー教徒の英国首相

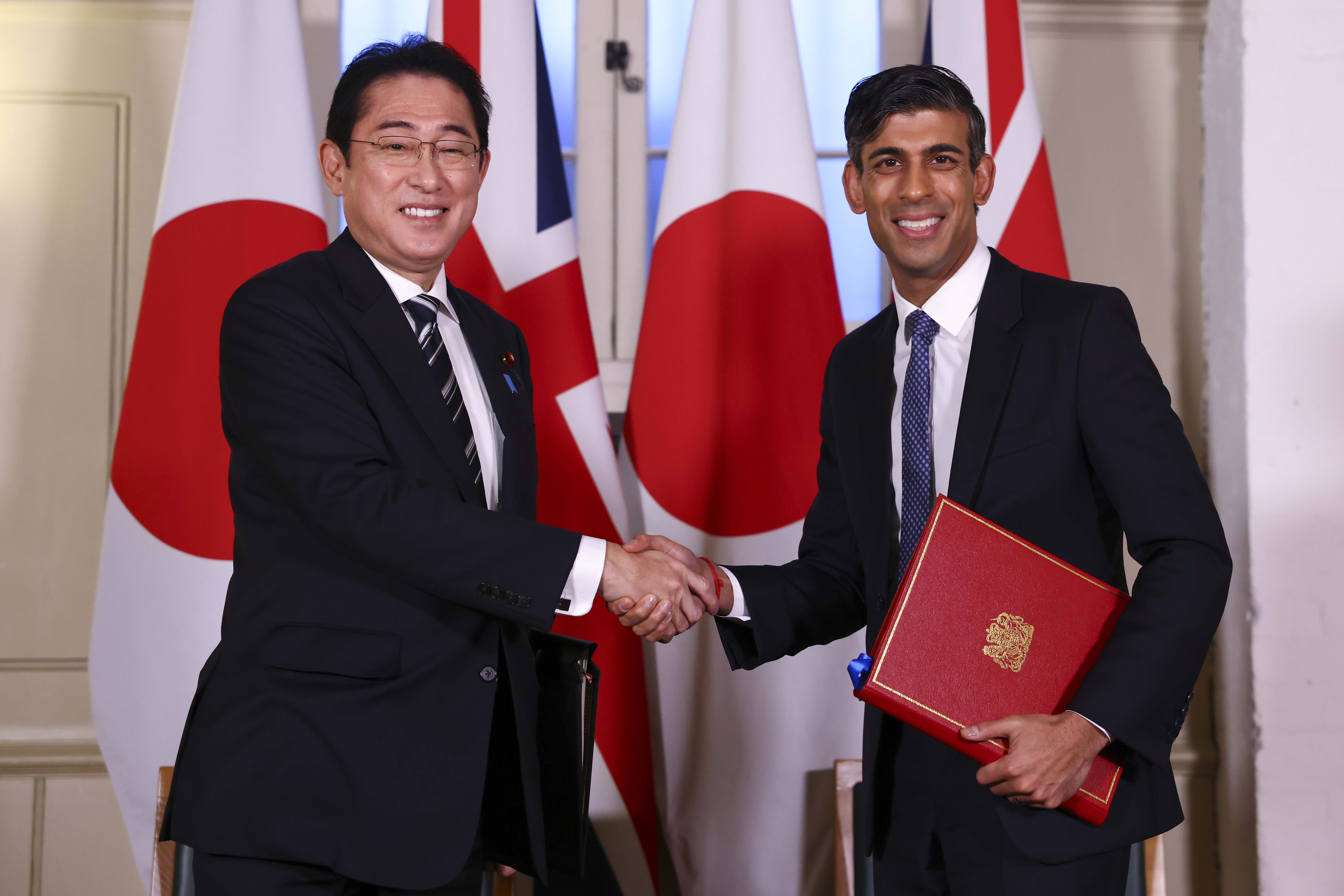
日本の岸田文雄首相と、ロンドン塔にて（2023年1月11日）

2022年10月25日、与党党首としてバッキンガム宮殿へ参内し国王チャールズ3世に謁見して組閣を命じられ、リズ・トラスの後任である首相に就任した。イギリスでは20世紀以降、就任時年齢が42歳5か月で最も若年でかつ、同国史上で初の非白人・アジア系、ヒンドゥー教徒の首相の誕生となった。下院初当選から7年での首相就任は、現代イギリスで最速。また、同年9月8日に即位したチャールズ3世が任命した最初の首相である。
新首相としてバッキンガム宮殿からダウニング街10番地に移動したスナクは、午前11時50分ごろから就任演説を行った。トラス前首相による間違いがあったことを認め、「これまでいろいろなことがあったので、信用回復が重要だ」と述べ、「経済安定と信用をこの政府の中心課題にする」、「言葉ではなく行動で国をまとめる」と約束。経済活性化や団結の重要性を強調し、自分が直面する巨大な課題を前に「臆していない」と述べ、「毎日を希望で満たす」と約束した後、首相として官邸に入った。
11月19日、首相就任後初めてウクライナを訪問し、同国首都キーウでウォロディミル・ゼレンスキー大統領と会談した。ロシア軍のミサイルやドローン(無人機)攻撃によりウクライナの電力危機が深刻化する中、スナクは対空砲や対ドローン兵器など5千万ポンド（約83億円）相当の追加支援を発表し、今後も支援を継続すると約束した。そして「ウクライナがこの野蛮な戦争を終わらせ、平和をもたらすために戦う限り、英国と同盟国は支援を続ける」と表明。ウクライナ国民に「残虐な空爆」を行っているとしてロシアを非難し、防空装備を追加供与すると発表した。ゼレンスキー大統領は同日にスナクと世界の安全保障問題などを協議したとし「戦争の初日以来、ウクライナと英国は最も強い連帯関係にある」と強調した。英国は米国とともにウクライナの主要支援国の一つで、これまでに多連装ロケットシステムや携帯型対戦車ミサイル「ジャベリン」、自走式155ミリ榴弾砲、防空ミサイルなど各種装備を供与し、ウクライナ軍の兵士に高度な戦闘訓練を施す支援も実施している。
2023年1月11日、訪英中の岸田文雄首相との間で日英円滑化協定への署名を行った。同協定は今後、自衛隊とイギリス軍が艦船の寄港や共同演習といった協力活動を実施する際の手続を簡素化し、日英両国の安全保障・防衛協力の一層の活発化を目的として締結された。ダウニング街10番地（英首相官邸）は「1902年に締結された日英同盟以来、最も重要な日英間の防衛協定」と発表し、事実上の日英同盟復活とも言われた。
5月6日、ウェストミンスター寺院にて執り行われた国王チャールズ3世と王妃カミラの戴冠式において（日本からは秋篠宮文仁親王・同妃紀子が参列）、（自身はヒンドゥー教徒であるが）イギリス首相として聖書の一節を朗読した。
2024年5月22日、近く議会下院を解散し、7月4日に総選挙を行うと発表した。総選挙の結果、保守党は345議席から121議席まで減らす大敗を喫した。このため5日に首相を辞職し、同時に保守党党首を辞職する意向を示した。

## 政策・主張

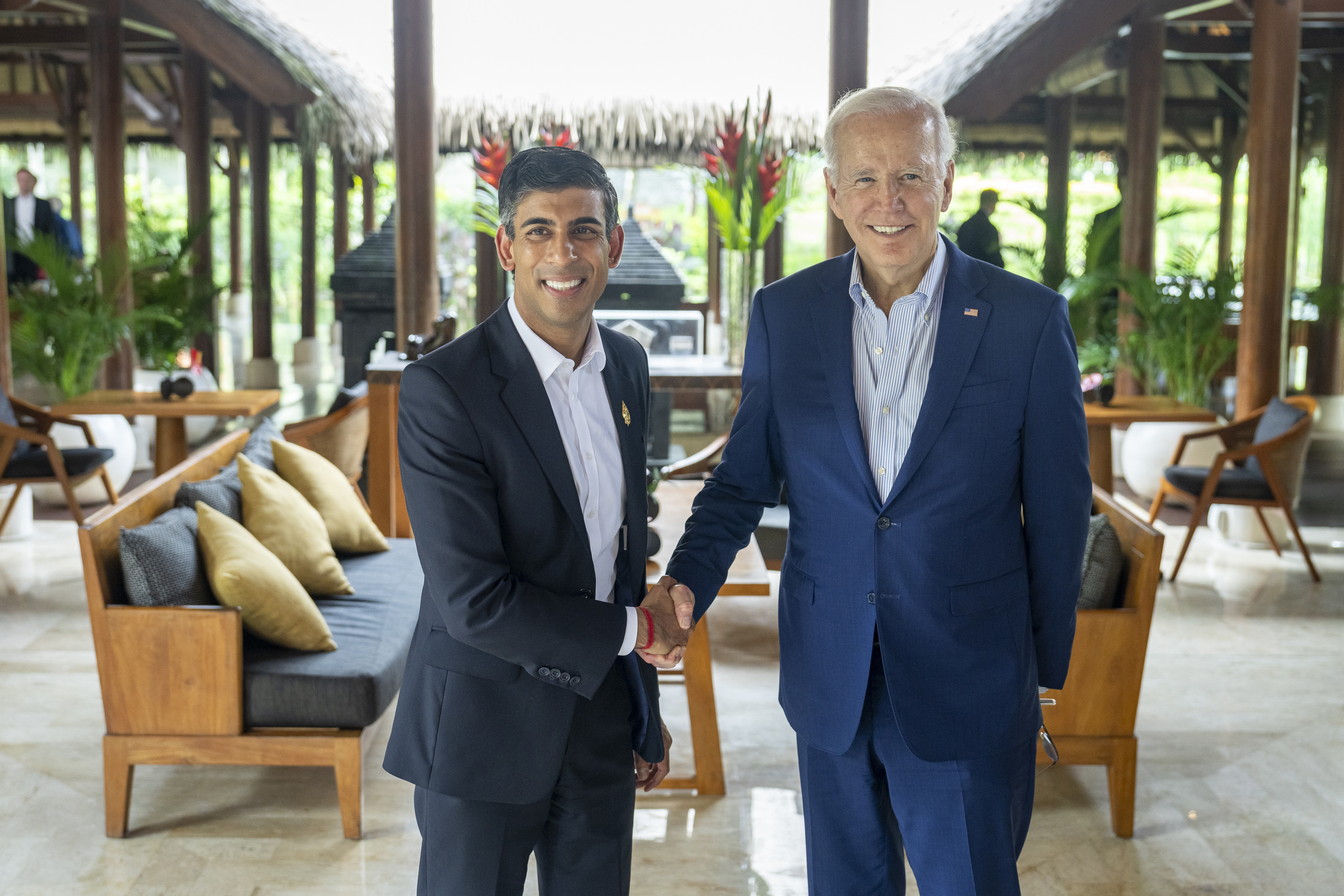
アメリカ合衆国のジョー・バイデン大統領と、バリでのG20サミットにて（2022年11月16日）

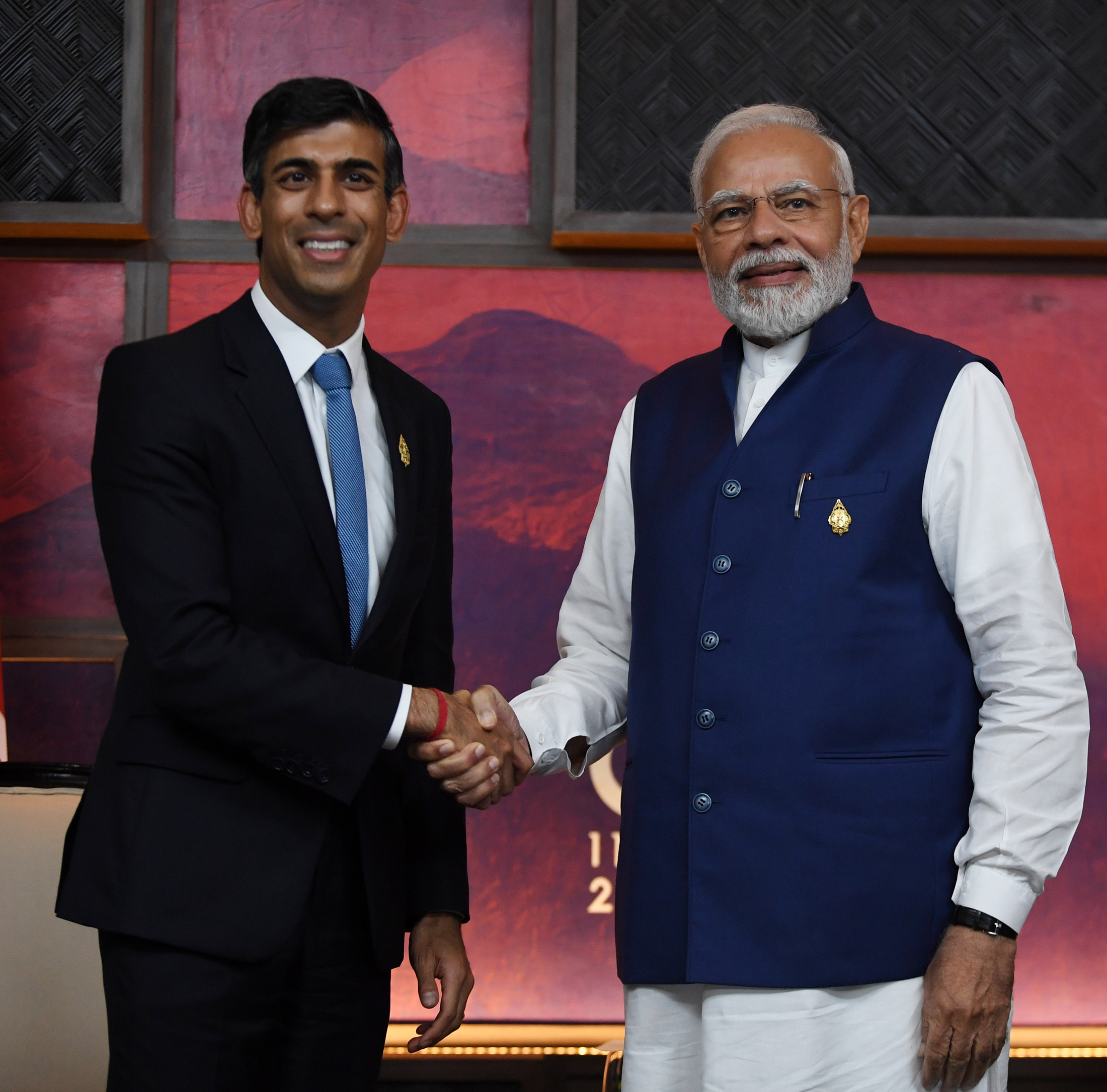
インドのナレンドラ・モディ首相と、G20バリサミットにて（2022年11月16日）

Euronewsによると、スナクは「現実主義者であり、保守党の中道派に属すると認識されることが多い」。前首相のリズ・トラスの財政政策に反対し、サッチャー派と言われながらも、トラスよりリバタリアンではないと見られている。スナクはロシアのウクライナ侵攻に対してウクライナを支持し、ロシアへの経済制裁を支持するが、英国のウクライナへの軍事介入には反対である。
スナクは英首相として、ジョー・バイデン米大統領による最低21％の世界企業税導入計画に反対した。
2022年8月、スナクは「過激派」の定義を広げることで、プリベント戦略を拡大することを提案した。
犯罪について、スナクは、多発性犯罪者の実刑判決を自動的に1年延長することと、外国人犯罪者が国外退去の対象となるまでの最低刑期を12カ月から6カ月に短縮することを提案した。また、児童売買組織のリーダーを終身刑にすることや、警察がそのような組織の関係者の民族的特徴を記録することを提案した。

### エネルギーと環境

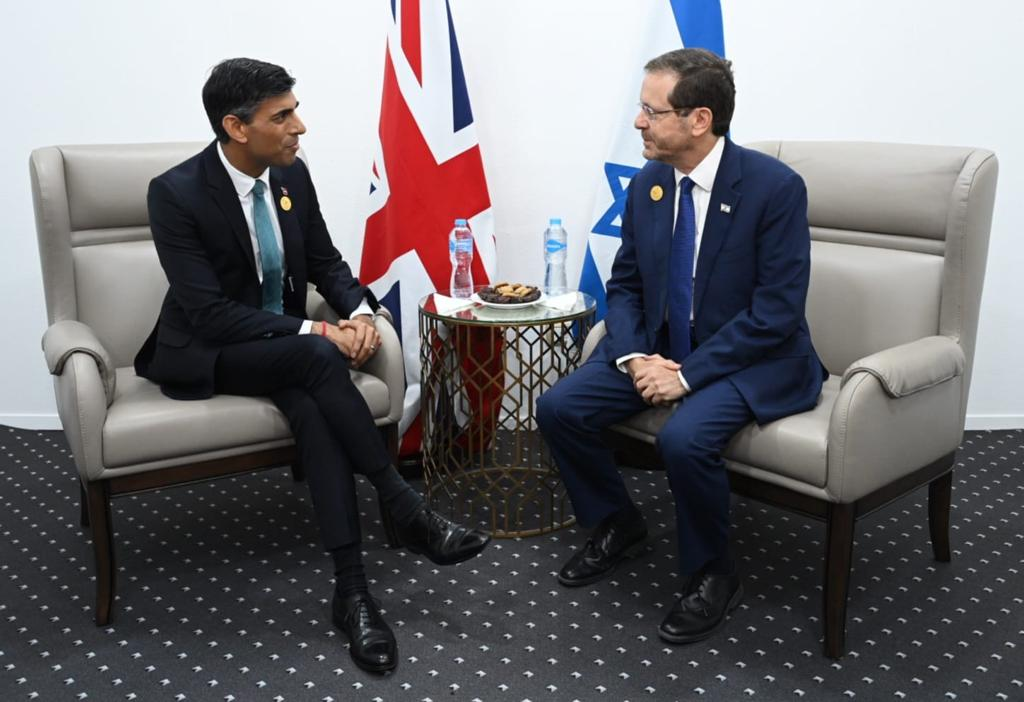
イスラエルのイツハク・ヘルツォグ大統領と（2022年11月7日）

スナクは、約127名の国会議員の支持を得ている保守環境ネットワーク（CEN）のウェブサイトに掲載されている保守環境公約（CEP）に署名している 。CEPの公約は主に5つあり、要約すると、i) Brexitの自由を環境と持続可能な農業のために使う ii) エネルギーセキュリティを高めるために英国のクリーンエネルギー供給者を支援する iii) 家庭用断熱材と電気自動車充電ポイントの使用を奨励する iv) 環境法を徹底する v) クリーン成長を実現するための技術を支援する、となっている。2022年夏に開催されたリーダーシップコンテストで、スナクはCENに対して、将来の世代のために環境保護に従事していると述べた。
スナクは、2050年までにネットゼロを達成するという法的公約を守ることを約束すると述べている。夏には、2045年までに英国をエネルギー的に自立させるつもりだと述べ、同時に洋上風力発電の増強、屋根へのソーラーパネルの設置、住宅の断熱性を高めてエネルギー効率を上げることを提唱していた 。North Devon選出のSimon Hoare議員は、スナクが環境を重視し、持続可能な成長を実現する政府である必要性を認識していると述べた。スナクは、環境問題を掲げる同僚議員の意見に耳を傾け、英国のネットゼロを信条としていたと言われている。しかし、スナクは、英国が2030年までに交通機関からの温室効果ガス排出の大部分をなくすことを求める声にも反対票を投じた。
スナクは、地元住民に支持されているフラッキングを支持している。10月19日、「シェールガスの採掘禁止法案（第66項）」の討論で、政府と共に採掘禁止に反対票を投じた。フラッキングは、石油ガス庁の報告書で、フラッキングによる地震の発生確率や強度を予測することは現時点では不可能とされ、2019年11月に政府によって禁止されていた。しかし、前任者の方針を覆し、10月26日、保守党の2019年マニフェストにあるように、フラッキングの禁止を復活させた。
スナクは首相在任中、グラスゴーで開催されたCOP 26に出席した。11月3日の演説では、困難な課題にもかかわらず楽観主義を感じ、財務大臣、企業、投資家が集まることで、COP26はパリ協定の目標達成を始めることができると述べた。彼は3つのアクションを概説した。まず、公共投資の拡大が必要であり、英国は「気候金融へのアクセスに関するタスクフォース」に1億ポンドを拠出することを約束した。また、英国でグリーンボンドを発行し、途上国の再生可能エネルギーに資金を提供する新しい資本市場メカニズムへの支援を発表した。第二に、民間資金の動員。ネットゼロのためのグラスゴー金融同盟は、130兆円以上の資産を持つ組織を集め、その資金を投入する。第三に、グローバルな金融システム全体をネット・ゼロに向けて再構築すること。これには、気候データの改善、サステナビリティの開示義務、気候リスクの監視、グローバルな報告基準の強化が含まれる。また、英国が史上初の「ネット・ゼロに沿った金融センター」になることも発表された。
2022年7月の英紙デイリー・テレグラフのインタビューで、スナクは、風力発電は政府のエネルギー政策の一部となるが、現行の陸上計画法の緩和は行わず、洋上風力発電に重点を置くと述べ、地域を安心させたいと述べている。この姿勢は、最近、首相の報道チームによって確認され、スナクは「陸上風力ではなく洋上風力」を望んでいると述べた。首相質問（10月26日）でアラン・ホワイトヘッド議員から風力発電について質問されたスナクは、2019年の保守党マニフェストで示されたように、洋上風力の増強を含む長期的なエネルギー確保に注力すると回答している。陸上風力発電は国家計画政策枠組み2016年版アップデートによって困難になっていたが、前任者の政策の一環として、計画法が緩和されることが決まっていた。

### LGBTの権利
LGBTの権利について、2022年7月、討論会でスナクは、英国を「世界で最も安全でLGBT+であることができる素晴らしい国」にしたいと発言した。また、党内のトランスフォビアの疑惑や認識について問われると、「トランスの人々に対する偏見は間違っている。保守党は、社会全体の誰に対しても、誰であろうと、その背景に関係なく、オープンで歓迎する家族である」と述べている 。スナクは、トランスジェンダーは「尊重」されるべきと考えているが、トイレや競技スポーツに関しては、生物学的な性を「重要」かつ「基本」と捉えているという。

### 移民問題
スナクは、純移民の減少を支持すると表明している。公式スポークスマンは、「彼は、我々が国境を確実に管理することを約束し、国民は、我々が移民を管理し、英国にとって最適なシステムを持つことを当然期待している」と述べた。スナクは「現在の亡命システムは壊れており、早急に修正する必要がある」と述べ、首相としての最初の100日間に、「英国で亡命する資格のある人物の法定定義を強化する...これにより、英国に不法に入国した人がここに滞在することを防ぐ」、「毎年受け入れる難民の数を議会がコントロールできるようにする」、「英国に不法滞在している人々の特定を容易にするデータ共有の役割を過小評価できない」、ルワンダ亡命計画は「正しいものである」などと述べている 。不法移民に関する一部の提案をめぐる批判に対し、スナクは「人種差別的なものは全くない」と述べた。

## 人物

### 家族

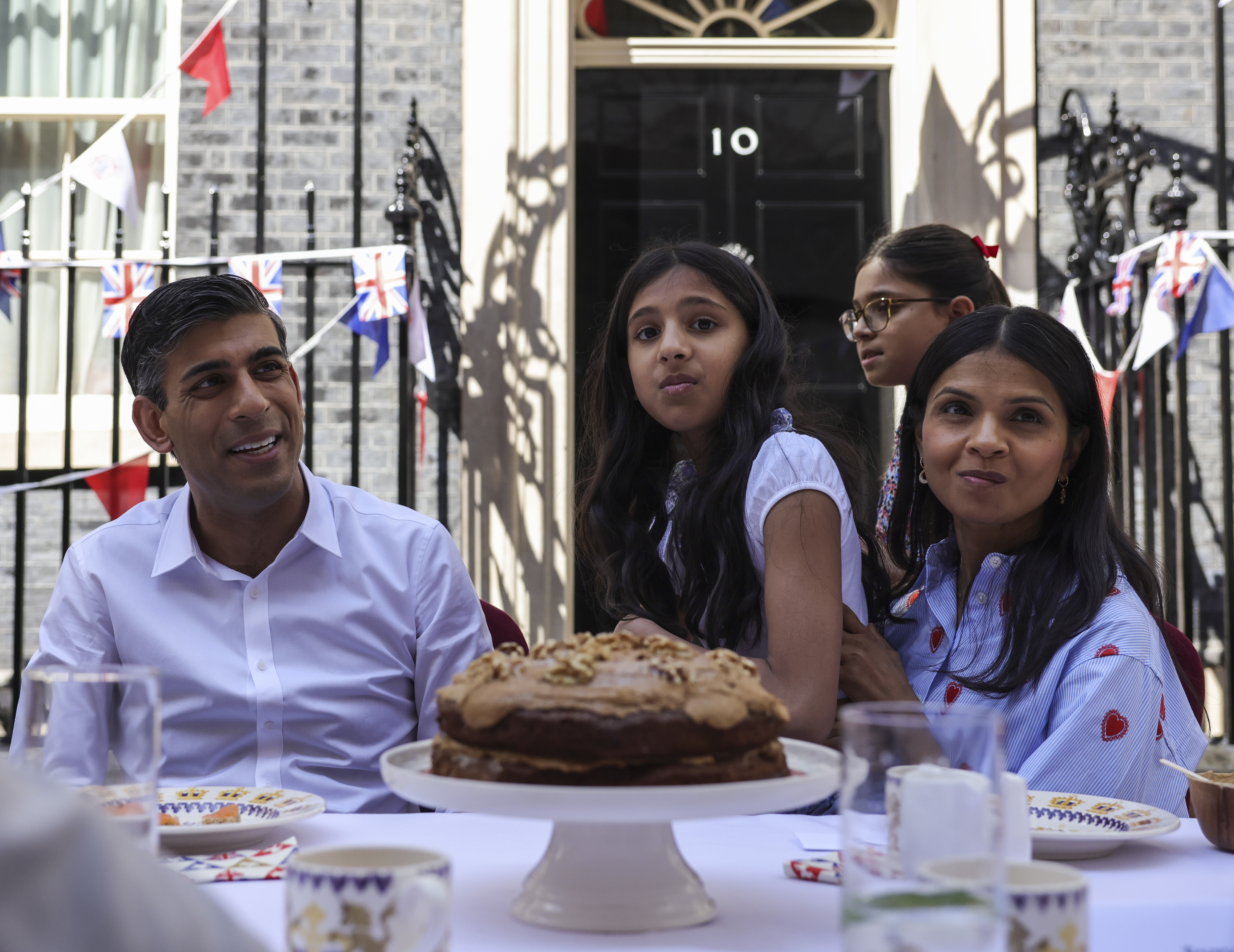
家族と過ごすスナク

- リシの父方の祖父母は英領インド帝国パンジャブ地方のグジュラーンワーラー（独立後はパキスタン領となる）出身のヒンズー教徒で、ケニアに移住している。リシの父は1949年にナイロビで生まれ、1966年にイギリスのリバプール大学に入学して薬学を学んだ。母方の祖父母もパンジャブ出身で、タンザニアに移住した後にイギリスに渡り、リシの母は1972年にアストン大学（英語版）から薬理学の学士号を取得した。リシの両親は1977年にレスターで結婚している[79]。

- 妻のアクシャタ・ムルティとはスタンフォード大学在学中に出会い、2009年に結婚している。スナクとムルティには2人の娘がいる[80]。2022年時点で、夫婦の総資産は7億3,000万ポンドありイギリスで222番目の富豪である[7]。

### スポーツ

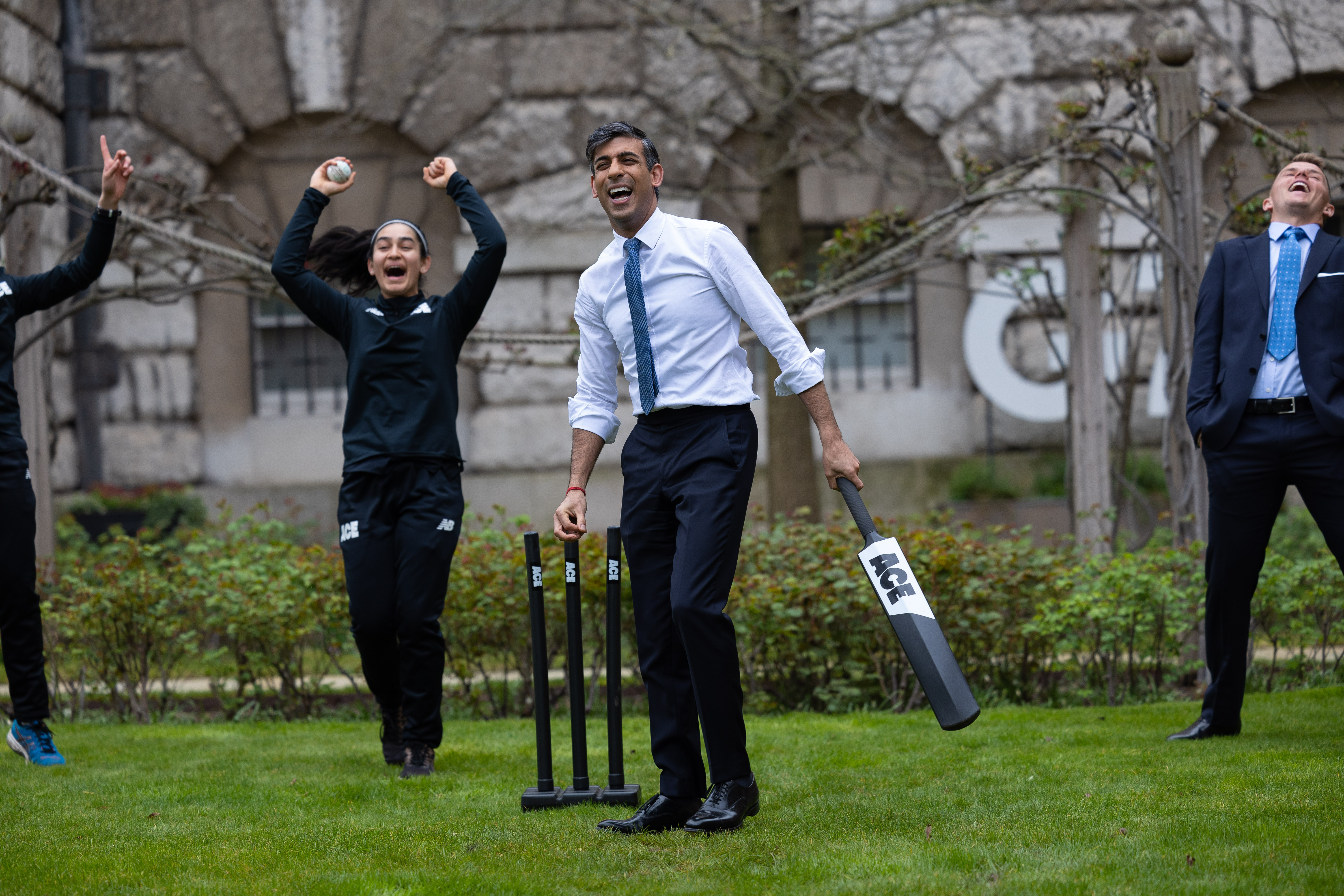
選手らとクリケットをプレー、ダウニング街10番地にて（2023年3月22日）

- クリケットの熱烈なファンとして知られる。プレパラトリー・スクール時代はクリケットチームの主将を務めた[82]。クリケットの聖地と呼ばれるロンドンのローズ・クリケット・グラウンドでイングランド代表のテストマッチなどを観戦している[83]。政治家となった現在もプレーすることがあり、バッティングとボウリングの両方をこなす[84]。好きなクリケット選手はインドの伝説的な選手であるラーフル・ドラヴィドであり、現在はインド代表を監督を任務している[85]。さらにスナクは、「ロビン・スミスやハンプシャーのスター選手のマルコム・マーシャルを見て育った。それら全てを観ることができて幸運だった。」と語った[85]。出身大学のオックスフォード大学でもクリケットは盛んであり、ケンブリッジ大学との間で毎年開催されている定期戦は200年近くの歴史がある[86]。